# Campeonato Europeo de Halterofilia de 2012
El XCI Campeonato Europeo de Halterofilia se celebró en Antalya (Turquía) entre el 9 y el 15 de abril de 2012 bajo la organización de la Federación Europea de Halterofilia (EWF) y la Federación Turca de Halterofilia.
Las competiciones se realizaron en el Pabellón de Baloncesto Kepez de la ciudad turca. 

## Medallistas

### Masculino
| Evento          | Oro                                         | Plata                                         | Bronce                                        |
| --------------- | ------------------------------------------- | --------------------------------------------- | --------------------------------------------- |
| 56 kg (09.04)   | Valentin Xristov Azerbaiyán 125 + 155 = 280 | Oleg Sîrghi Moldavia 116 + 146 = 262          | Gökhan Kılıç Turquía 121 + 136 = 257          |
| 62 kg (10.04)   | Bünyamin Sezer Turquía 142 + 159 = 301      | Dimitris Minasidis Chipre 130 + 158 = 288     | Stoyan Enev Bulgaria 122 + 160 = 282          |
| 69 kg (11.04)   | Əfqan Bayramov Azerbaiyán 143 + 178 = 321   | Vencelas Dabaya Francia 143 + 175 = 318       | Bernardin Matam Francia 145 + 173 = 318       |
| 77 kg (12.04)   | Răzvan Martin · Rumania · 159 + 188 = 347   | Alexandru Dudoglo Moldavia 158 + 186 = 344    | Alexandr Șpac Moldavia 153 + 187 = 340        |
| 85 kg (13.04)   | Rauli Tsirekidze Georgia 165 + 200 = 365    | Fatih Baydar Turquía 166 + 193 = 359          | Gabriel Sîncrăian · Rumania · 164 + 195 = 359 |
| 94 kg (14.04)   | Anatoli Cîrîcu Moldavia 178 + 224 = 402     | Aslan Bideyev · Rusia · 170 + 212 = 382       | İbrahim Arat Turquía 171 + 209 = 380          |
| 105 kg (14.04)  | David Bedzhanian · Rusia · 185 + 220 = 405  | Maxim Sheiko · Rusia · 185 + 216 = 401        | Serhi Tahirov · Ucrania · 180 + 210 = 390     |
| +105 kg (15.04) | Ruslan Albegov · Rusia · 191 + 238 = 429    | Matthias Steiner · Alemania · 190 + 234 = 424 | Irakli Turmanidze Georgia 195 + 228 = 423     |

1. 1 2 3  Arrancada (kg) + dos tiempos (kg) = total olímpico (kg).

### Femenino
| Evento         | Oro                                          | Plata                                       | Bronce                                          |
| -------------- | -------------------------------------------- | ------------------------------------------- | ----------------------------------------------- |
| 48 kg (09.04)  | Marzena Karpińska · Polonia · 85 + 102 = 187 | Nurdan Karagöz Turquía 77 * 100 = 177       | Silviya Angelova Azerbaiyán 78 + 97 = 175       |
| 53 kg (10.04)  | Cristina Iovu Moldavia 91 +116 = 207         | Aylin Daşdelen Turquía 88 + 113 = 201       | Svetlana Cheremshanova · Rusia · 88 + 113 = 201 |
| 58 kg (11.04)  | Boyanka Kostova Azerbaiyán 98 + 117 = 215    | Romela Begaj · Albania · 102 + 112 = 215    | Yelena Shadrina · Rusia · 95 + 116 = 211        |
| 63 kg (12.04)  | Sibel Şimşek Turquía 100 + 125 = 225         | Nikoletta Nagy · Hungría · 94 + 116 = 210   | Neslihan Okumuş Turquía 93 + 115 = 208          |
| 69 kg (13.04)  | Oxana Slivenko · Rusia · 115 + 143 = 258     | Roxana Cocoș · Rumania · 110 + 142 = 252    | Viktoriya Savenko · Rusia · 115 + 137 = 252     |
| 75 kg (14.04)  | Olga Zubova · Rusia · 115 + 150 = 265        | Lidia Valentín · España · 117 + 143 = 260   | Hatice Yılmaz Turquía 98 + 125 = 223            |
| +75 kg (15.04) | Tatiana Kashirina · Rusia · 145 + 183 = 328  | Yuliya Konovalova · Rusia · 121 + 153 = 274 | Yuliya Dovhal Azerbaiyán 123 + 150 = 273        |

1. 1 2 3  Arrancada (kg) + dos tiempos (kg) = total olímpico (kg).

## Medallero
| Núm. | País       | Oro | Plata | Bronce | Total |
| ---- | ---------- | --- | ----- | ------ | ----- |
| 1    | Rusia      | 5   | 3     | 3      | 11    |
| 2    | Azerbaiyán | 3   | 0     | 2      | 5     |
| 3    | Turquía    | 2   | 3     | 4      | 9     |
| 4    | Moldavia   | 2   | 2     | 1      | 5     |
| 5    | Rumania    | 1   | 1     | 1      | 3     |
| 6    | Georgia    | 1   | 0     | 1      | 2     |
| 7    | Polonia    | 1   | 0     | 0      | 1     |
| 8    | Francia    | 0   | 1     | 1      | 2     |
| 9    | Albania    | 0   | 1     | 0      | 1     |
| 9    | Alemania   | 0   | 1     | 0      | 1     |
| 9    | Chipre     | 0   | 1     | 0      | 1     |
| 9    | España     | 0   | 1     | 0      | 1     |
| 9    | Hungría    | 0   | 1     | 0      | 1     |
| 14   | Bulgaria   | 0   | 0     | 1      | 1     |
| 14   | Ucrania    | 0   | 0     | 1      | 1     |
|      | TOTAL      | 15  | 15    | 15     | 45    |